# Isle-et-Bardais
Isle-et-Bardais település Franciaországban, Allier megyében. Lakosainak száma 278 fő (2022. január 1.). Isle-et-Bardais Ainay-le-Château, Cérilly, Couleuvre, Saint-Bonnet-Tronçais, Valigny és Bessais-le-Fromental községekkel határos.

## Népesség
A település népességének változása:
| Lakosok száma | 538  | 381  | 355  | 289  | 269  | 260  | 272  | 279  | 280  | 278  |
|               | 1968 | 1982 | 1990 | 2006 | 2013 | 2015 | 2017 | 2019 | 2020 | 2022 |